# ارتفاع التوتر الرئوي الانصمامي الخثاري المزمن
ارتفاع التوتر الرئوي الانصمامي الخثاري المزمن (سي تي إي بّي إتش)، مرض طويل الأمد ناتج عن انسداد في الأوعية الدموية التي تنقل الدم من القلب إلى الرئتين (الشجرة الشريانية الرئوية). تسبب هذه الانسدادات ارتفاع مقاومة الجريان في الشجرة الشريانية الرئوية ما يؤدي بدوره إلى ارتفاع الضغط في هذه الشرايين (فرط ضغط الدم الرئوي). ينتج الانسداد عن جلطات دموية منظمة (أو متصلبة) تتشكل عادة في الأوردة العميقة للطرفين السفليين في الجسم (الصمات الخثارية) وتستقر في الشجرة الشريانية الرئوية بعد مرورها عبر الجانب الأيمن من القلب. قد ينتج الانسداد أيضًا عن النسيج الندبي المتشكل في الموقع الذي تسببت فيه الجلطة بأذية البطانة الغشائية للشرايين الرئوية، ما يؤدي إلى انسداد ليفي دائم (انسداد جريان الدم). يعاني معظم المرضى من مزيج من انسداد الأوعية الدموية الدقيقة (الأوعية الصغيرة) والأوعية الدموية الكبيرة. يظهر لدى بعض المرضى ضغط رئوي طبيعي أو شبه طبيعي أثناء الراحة على الرغم من المرض العرضي. يُصنف هؤلاء المرضى على أنهم يعانون من مرض الانصمام الخثاري المزمن (سي تي إي دي).
يعتمد التشخيص على النتائج التي تظهر بعد 3 أشهر على الأقل من العلاج المانع للتخثر الفعال لمنع تخثر الدم (مميعات الدم) من أجل التمييز بين هذه الحالة والانصمام الرئوي تحت الحاد (جلطة دموية في الرئتين، انصمام رئوي). تشمل النتائج التشخيصية في ارتفاع التوتر الرئوي الانصمامي الخثاري المزمن ما يلي:
1. ضغط الشرايين الرئوية المتوسط (mPAP) المقاس بطريقة غازية (أي في الدم) أكبر أو يساوي 25 ملم زئبقي.
2. عيوب التروية غير الملائمة في فحص التهوية/التروية (في/كيو)، ورؤية علامات تشخيصية محددة لارتفاع التوتر الرئوي الانصمامي الخثاري المزمن خلال التصوير المقطعي المحوسب متعدد الطبقات (MDCT) أو التصوير بالرنين المغناطيسي (MRI) أو تصوير الأوعية الرئوية السينمائي التقليدي (PAG)، وتشمل هذه العلامات تضيقات حلقية الشكل، شبكات أو شقوق، انسدادات تامة مزمنة (آفات جيبية أو مدببة)، وآفات متعرجة.

## العلامات والأعراض
تكون الأعراض والعلامات السريرية غير محددة أو غائبة في المراحل الباكرة من ارتفاع التوتر الرئوي الانصمامي الخثاري المزمن، وتظهر علامات قصور القلب الأيمن فقط في المراحل المتقدمة. يتمثل العرض الرئيسي لهذا المرض في عسر التنفس الجهدي (قصر التنفس أثناء الجهد، مثل: التمرين)، وهو عرض غير نوعي وقد يُنسبه الأطباء غالبًا إلى أمراض أخرى أكثر شيوعًا. حين يتظاهر المرض، قد تشبه أعراضه السريرية أعراض الانصمام الرئوي الحاد، أو ارتفاع التوتر الشرياني الرئوي مجهول السبب (آي بّي أيه إتش). تحدث وذمة الساق (تورم) ونفث الدم (الدم في المخاط) في كثير من الأحيان في ارتفاع التوتر الرئوي الانصمامي الخثاري المزمن، في حين يعد الإغماء (فقد الوعي) عرضًا أكثر شيوعًا في ارتفاع التوتر الشرياني الرئوي مجهول السبب.

## الإمراضية
يفتقر الأشخاص المصابون بارتفاع التوتر الرئوي الانصمامي الخثاري المزمن إلى عوامل خطر التخثر التقليدية. يشير الفهم الحالي إلى أن هذا المرض يحدث نتيجة «تخثر التهابي»: حين تجتمع الحالات المحرضة للتخثر (تكوين جلطة دموية) مع الالتهاب المزمن والعدوى، يترتب على ذلك عدم انحلال الخثرة. تشمل عوامل الخطر لارتفاع التوتر الرئوي الانصمامي الخثاري المزمن استئصال الطحال، وداء الأمعاء الالتهابي، والمعالجة المعيضة المزمنة لهرمون الغدة الدرقية، وزمر الدم ما عدا الزمرة أو، والأورام الخبيثة، والتحويلة الأذينية البطينية المصابة بعدوى، والوصلات الوريدية الدائمة.

## التشخيص
ما يزال التشخيص المبكر يشكل تحديًا فيما يتعلق بارتفاع التوتر الرئوي الانصمامي الخثاري المزمن، إذ يقدر المتوسط الزمني بين بدء الأعراض والتوصل للتشخيص في المراكز الخبيرة بنحو 14 شهرًا. يشتبه في وجود ارتفاع في الضغط الشرياني الرئوي خلال إجراء تخطيط صدى القلب، ولكن يتطلب تأكيد التشخيص إجراء قسطرة قلب أيمن غازية. بمجرد تشخيص ارتفاع الضغط الرئوي، يتطلب وجود مرض الانصمام الخثاري إجراء التصوير. تشدد الخوارزمية التشخيصية الموصى بها على أهمية التحري الأولي باستخدام مخطط صدى القلب واختبار التهوية/التروية والتأكد بإجراء قسطرة قلب أيمن وتصوير الأوعية الرئوية (بّي أيه).
يعد كل من اختبار التهوية/التروية وتصوير الأوعية المقطعي المحوسب متعدد الطبقات (سي تي بّي أيه) طريقتين دقيقتين للكشف عن ارتفاع التوتر الرئوي الانصمامي الخثاري المزمن، وتعتبر فعاليتهما التشخيصية ممتازة في حال أُجريت بيد خبيرة (تقدر الحساسية والنوعية والدقة بنسبة 100%، و93.7%، و96.5% في اختبار التهوية/التروية، و96.1%، و95.2% و95.6% في التصوير المقطعي المحوسب متعدد الطبقات). مع ذلك، لا يمكن للتصوير المقطعي المحوسب متعدد الطبقات أن ينفي المرض لوحده، لكنه يساعد في الكشف عن توسع الشريان الرئوي الذي يسبب انضغاط الشريان التاجي الأيسر الرئيسي وآفات في البرانشيم الرئوي (مثل: مضاعفات ناتجة عن احتشاء رئوي سابق)، ونزيف الشرايين القصبية الجانبية. ما تزال وسيلة التصوير المعيارية الذهبية في الوقت الحالي هي تصوير الأوعية الرئوية الغازي (بّي أيه جي) باستخدام تقنيات التصوير دون حقن مواد ظليلة أو بواسطة تقنية الطرح الرقمية.

## العلاج
قد يكون اتخاذ القرار لدى مرضى ارتفاع التوتر الرئوي الانصمامي الخثاري المزمن معقدًا ويجب أن تشرف عليه فرق متخصصة في مراكز خبيرة. تتألف فرق ارتفاع التوتر الرئوي الانصمامي الخثاري المزمن من أخصائيي قلب وأخصائيي أمراض رئة خاضعين لتدريب متخصص في الانصمام الرئوي، وأخصائيي أشعة، وجراحي أوعية رئوية ذوي خبرة في التعامل مع عدد كبير من مرضى ارتفاع التوتر الرئوي الانصمامي الخثاري المزمن سنويًا وأطباء متخصصين في التدخلات الجلدية. تتوافر ثلاثة خيارات علاجية مستهدفة معترفة في الوقت الحالي، منها العلاج القياسي باستئصال بطانة الشريان الرئوي (بي إي إيه). قد يشكل رأب الأوعية الرئوية بالبالون (بي بّي إيه) والموسعات الوعائية الرئوية علاجين مناسبين للأشخاص غير المؤهلين للجراحة.
يعد التصوير المتخصص باستخدام الرنين المغناطيسي أو تصوير الأوعية الرئوية الغازي ضروريًا لتحديد مخاطر وفوائد العلاج التداخلي باستئصال بطانة الشريان الرئوي أو رأب الأوعية الرئوية بالبالون.

### العلاج الطبي
يشمل العلاج الطبي القياسي مضادات التخثر (مميعات الدم) ومدرات البول والأكسجين. يوصى بتناول مانعات التخثر مدى الحياة، حتى بعد إجراء استئصال بطانة الشريان الرئوي. لا ينصح بوضع مرشح في الوريد الأجوف السفلي روتينيًا.
لدى مرضى ارتفاع التوتر الرئوي الانصمامي الخثاري المزمن غير القابل للجراحة أو الانصمام الرئوي المستمر أو المتكرر بعد استئصال بطانة الشريان الرئوي، ظهر دليل على الاستفادة من العلاج الدوائي بموسعات الأوعية الرئوية. شكل وجود إصابة في الأوعية الدقيقة لدى مرضى ارتفاع التوتر الرئوي الانصمامي الخثاري المزمن أساسًا منطقيًا للاستخدام غير المصرح للأدوية المعتمدة في علاج ارتفاع الضغط الشرياني الرئوي. اعتُمد الريوكيغوت (محفز لانزيم محلقة الغوانيلات القابل للذوبان) فقط في الوقت الحالي لعلاج البالغين المصابين بارتفاع التوتر الرئوي الانصمامي الخثاري المزمن غير القابل للجراحة أو مرضى النوع المستمر أو المتكرر بعد العلاج الجراحي. ما تزال التجارب الدوائية الأخرى جارية على المرضى غير القابلين للجراحة، إذ أثبت الماسيتينتان مؤخرًا فعاليته وأمانه بجدارة.